# Argences
Argences é uma comuna francesa na região administrativa da Normandia, no departamento Calvados. Estende-se por uma área de 9,77 km². Em 2010 a comuna tinha 3 786 habitantes (densidade: 387,5 hab./km²).